# Club Sporting Cristal "B"
El Club Sporting Cristal "B" fue un equipo que actuó en la Segunda División del Perú entre los años 1999 y 2005. El club funcionó como una filial deportiva del Club Sporting Cristal de la Primera División, siendo su objetivo preparar a los mejores juveniles del cuadro bajopontino para actuar en el primer equipo.
El Cristal "B" fue uno de los animadores de la Segunda División durante su periodo de actividad, siendo sus mejores participaciones los subcampeonatos de 1999 y 2003. Fue disuelto en el 2006 luego de que la Federación Peruana de Fútbol prohibiera el uso de filiales explícitas en el torneo de ascenso.

## Historia
Como parte de su política de promoción de canteranos, el Club Sporting Cristal utilizó durante los años 1990 diversos equipos de Segunda División que funcionaron como sus filiales deportivas. Durante el periodo de 1994 a 1998 se trabajó en conjunto con los clubes Unión Huaral, Guardia Republicana, Alcides Vigo y Sport Agustino. Todas estas filiales fueron dirigidas con gran suceso por el histórico Alberto Gallardo, quien logró ascender a Primera División a Unión Huaral (en 1994), Guardia Republicana (en 1995) y Alcides Vigo (en 1996), clubes nutridos con canteranos de Sporting Cristal.
El Sport Agustino fue adquirido oficialmente en 1998 por el Sporting Cristal, y al cabo de dicha temporada fue renombrado como «Sporting Cristal "B"», club que estaría conformado íntegramente por juveniles del Sporting Cristal. El Cristal "B" participó siempre de la Segunda División Peruana, de la que no tenía derecho de ascenso pues se trataba de la filial de un equipo que ya participaba en la Primera División.
Mientras permaneció en la Segunda Profesional, el Cristal "B" fue uno de los equipos animadores de los torneos de ascenso, ubicándose siempre en las primeras posiciones. Sus mejores actuaciones ocurrieron en las temporadas 1999 y 2003, años en que obtuvo el subcampeonato. En la temporada 2000 logró su goleada más abultada tras derrotar por 10-1 al Bella Esperanza, marcaron en aquella jornada Gustavo Vasallo (4), Renzo Sheput (2), Guillermo Saco Vértiz (2), Diego Santillana y Marco Ruiz.
A fines de 2005, la Federación Peruana de Fútbol prohibió las filiales explícitas en la Segunda División, lo que motivó la desaparición del club. En su última temporada, el Cristal "B" ocupó la sexta ubicación, y jugó su último partido ante América Cochahuayco, derrotándolo por 0-1 con gol de Edson Mejía. En el 2006, el club vendió la categoría al Deportivo Curibamba.

## Uniforme
| Titular 1999-2005 | Alterno 1999-2001 | Alterno 2002-2005 |  |

### Indumentaria y patrocinador
| Periodo de temporadas | Proveedor oficial | Patrocinador oficial |
| --------------------- | ----------------- | -------------------- |
| 1998-2004             | Adidas            | Cerveza Cristal      |
| 2005                  | Marathon          | Cerveza Cristal      |

## Datos
- Temporadas en 2.ª: 7 (1999-2005).
- Primer partido oficial: Empate 0-0 —contra Telefunken 20— el 12 de junio de 1999.
- Último partido oficial: Victoria 0-1 —contra América Cochahuayco— el 23 de octubre de 2005.
- Mejor puesto en la liga: 2.º (1999 y 2003).
- Peor puesto en la liga: 6.º (2001, 2004 y 2005).
- Mayor goleada a favor: 10-1 —contra Bella Esperanza— el 21 de mayo de 2000.
- Mayor goleada en contra: 4-0 —contra Aurora Chancayllo— el 2 de diciembre de 2001.

## Estadio
Al igual que el equipo de Primera División, el Cristal "B" ejercía su condición de local en el Estadio San Martín de Porres (hoy «Estadio Alberto Gallardo»), usaba también como cancha alterna al Estadio Nacional del Perú.

## Jugadores
De los jugadores que actuaron en el Cristal "B", la mayoría llegó a debutar en la Primera División con el Sporting Cristal. Sin embargo, hubo otros que siguieron su carrera en otros rumbos. Algunos jugadores destacados en la historia del club fueron:

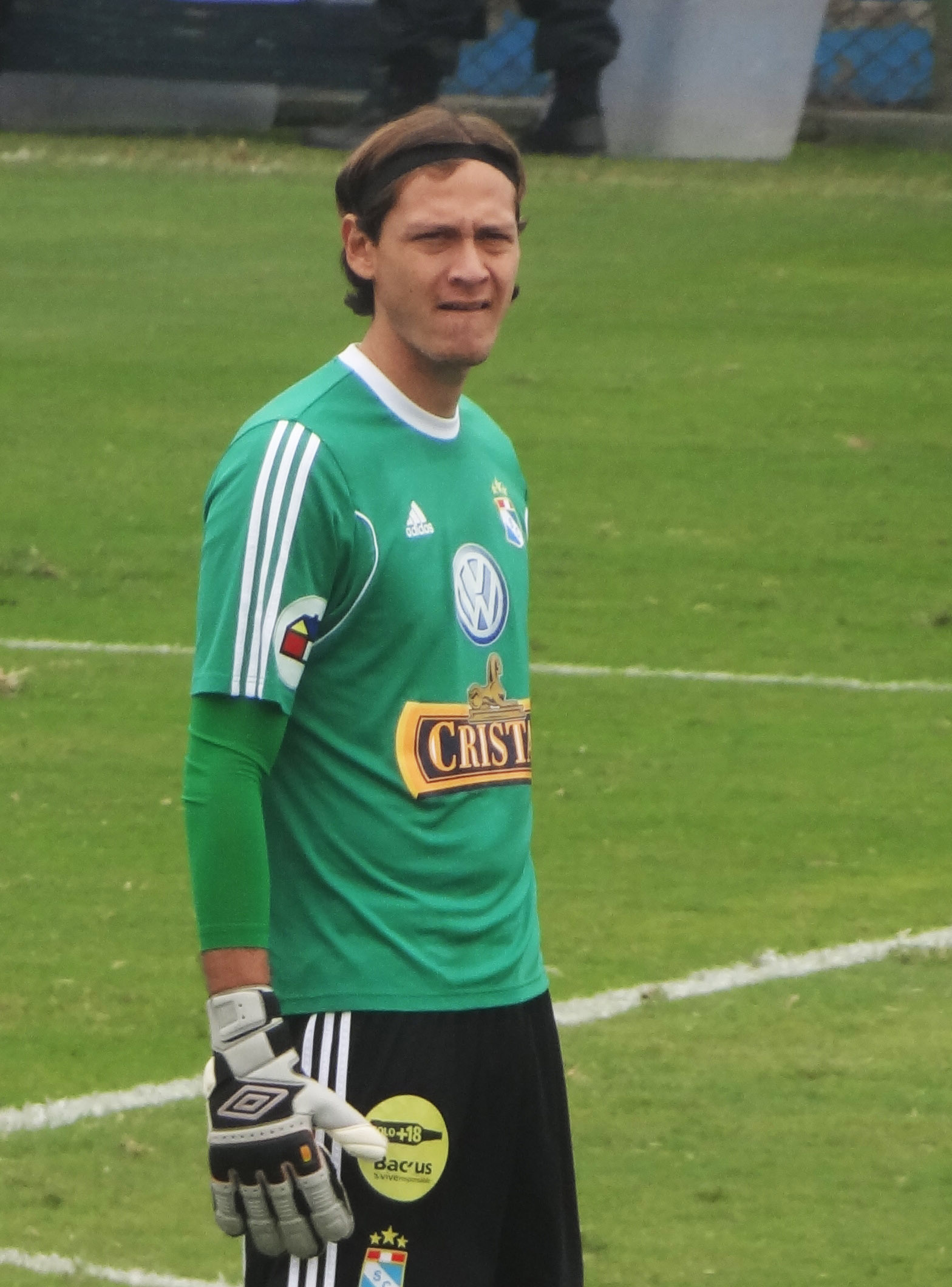
Diego Penny, exportero de la selección peruana, debutó en el Cristal "B".

| - Erick Delgado - Diego Penny - Gustavo Vasallo - Renzo Sheput - Guillermo Saco Vértiz - Marlon Maza - Enrique Ísmodes - Jhoel Herrera - Edgar Villamarín - Jesús Reyes - Karlo Calcina - Óscar del Portal - Percy Manchego - Norbil Romero - Jean Pierre Moreno - Alexander Fajardo |  | - César Balbín - Charly Vicente - Brian Belline - Gianmarco Loncharich - José Moisela - Isaac Ponte - Diego Martínez - Piero Casella - Enio Novoa - Nelinho Quina - Jersson Vásquez - Freddy Barrios - Enzo Castillo - Juan Quiñónez - Luis Laguna - Edson Mejía |  |  |

## Entrenadores
- Horacio Magalhaes (1998-2000)
- Wilmar Valencia (2001)
- Leoncio Cervera (2001)
- Wilmar Valencia (2002-2003)
- Richard Garrido (2003)
- Franco Navarro (2003)
- Luis Flores (2003)
- Julio Argote (2004)
- Walter Fiori (2005)
- Eduardo Asca (2005)

## Palmarés

### Torneos nacionales oficiales
- Subcampeón de la Segunda División del Perú (2):  1999, 2003.

## Relacionado
- Sport Agustino